# Prymnesium
A Prymnesium a Haptophytina mozgó egysejtűekből álló nemzetsége, ahová a Prymnesium parvum is tartozik. Ellipszoid alakúak, két ostoruk egyike a Haptophytina legtöbb tagjához hasonlóan rövidebb egyenes ostor, haptonéma.

## Etimológia
A nemzetség neve a görög πρυμνησιον, hajókötél szóból ered, melyre a bóják felhelyezhetők

## Leírás
Viszonylag jól ismertek a Prymnesium parvum, a Prymnesium kappa, a Prymnesium polylepis és a Prymnesium neolepis.
A P. parvum és a P. polylepis úszási és evési viselkedéseit elemezték is:

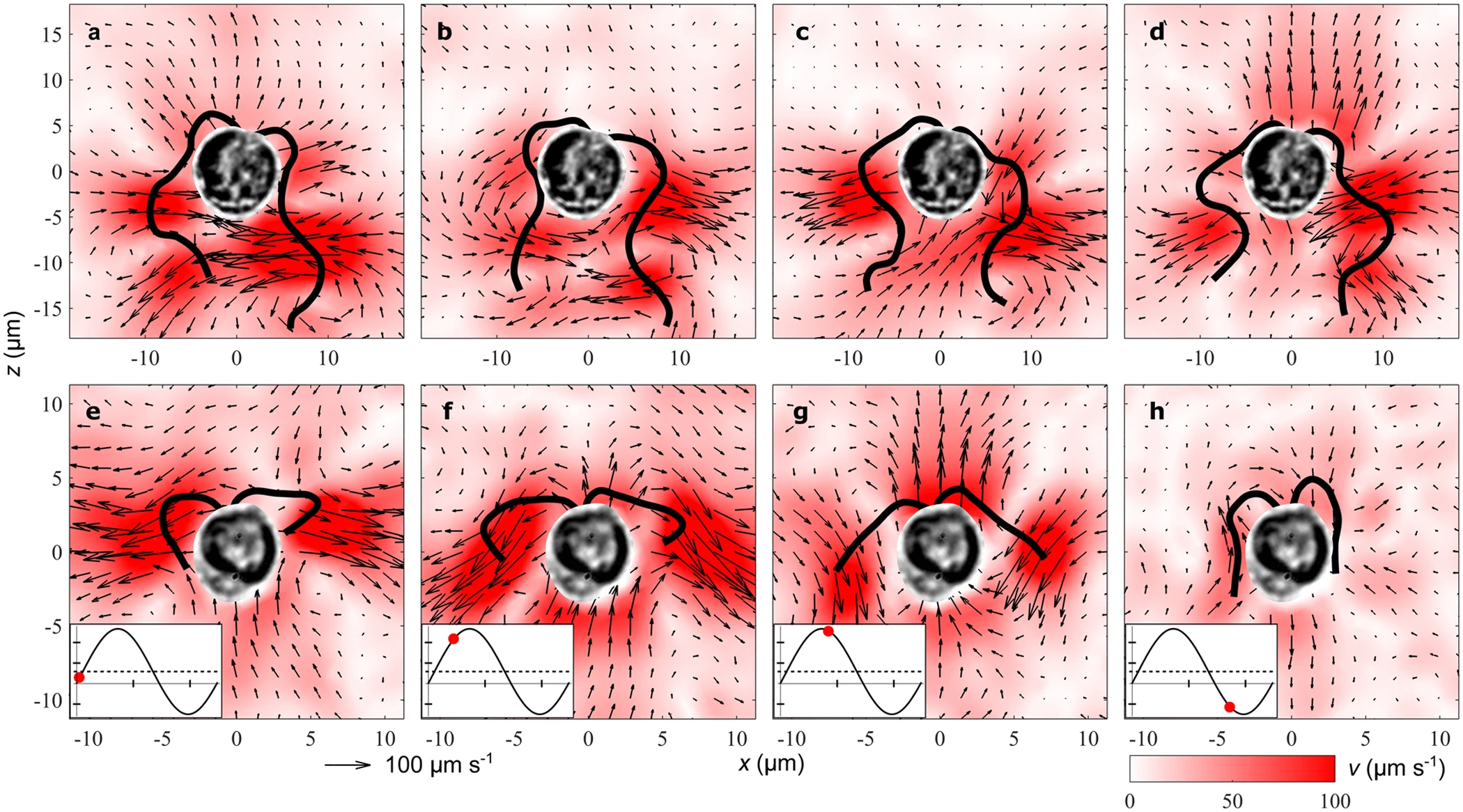
a–d: P. polylepis sebességmezői 4 cikluson át, e–h: P. parvum sebességmezői 3 cikluson át. Alul a mért sejtsebesség (egy egység 50 μm/s) az idő függvényében (egy egység 10 ms). A pillanatnyi sejtsebesség (folytonos fekete vonal) a ciklusfázissal (telített piros körök) és az átlagos sejtsebességgel (szaggatott fekete vonal) együtt.

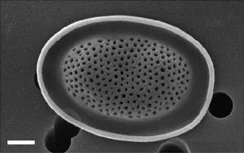
P. neolepis-pikkely raszteres elektronmikroszkópos felvétele

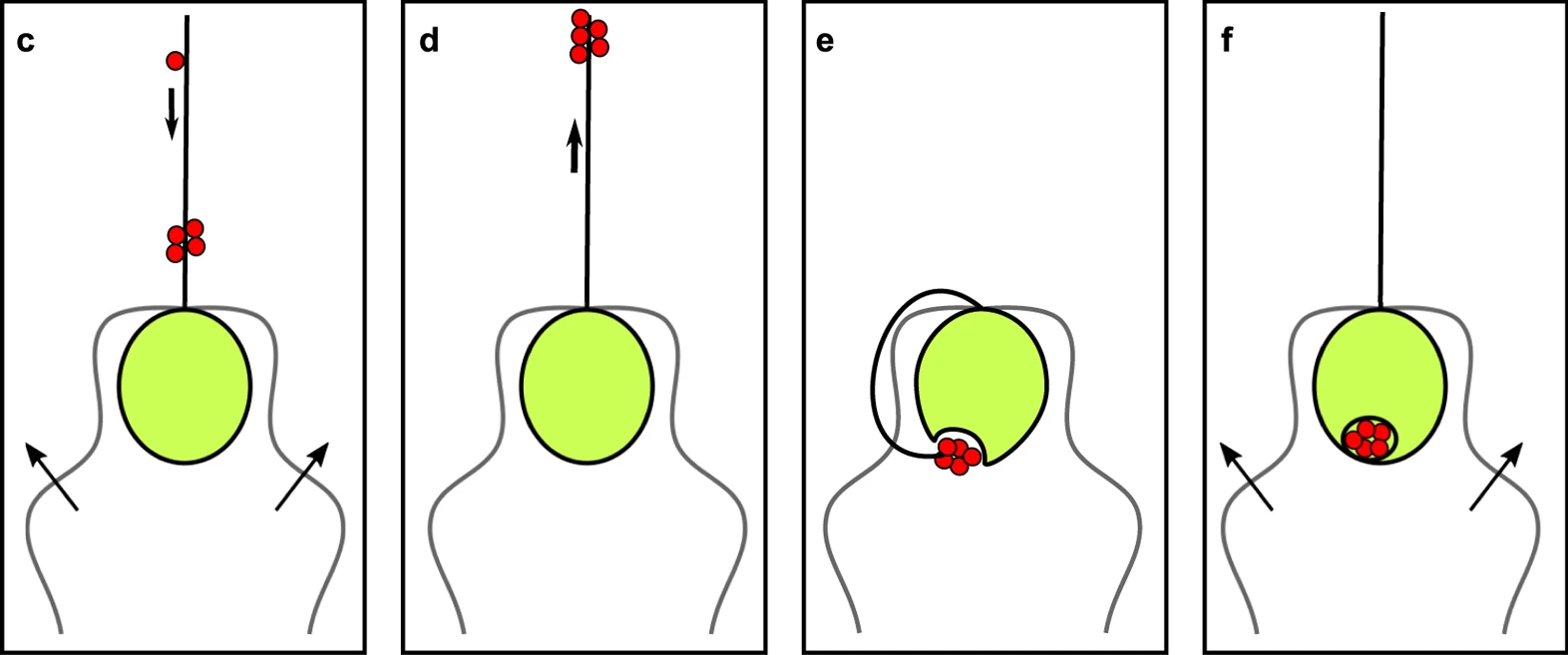
A P. polylepis és a P. parvum evése. A sejt úszáskor zsákmányát (piros) haptonémáján fogja el és gyűjti be aggregációs pontjába (c). Mialatt az ostorok állnak, az aggregátum aktívan a haptonéma csúcsára kerül (d), mely a sejt hátulsó része felé hajlik (e), ahová a részecskék bekerülnek (f).

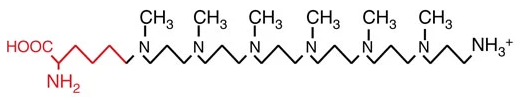
Példa P. neolepis pikkelyeiben lévő hosszú láncú poliaminra, a lizinrész vörössel.

A P. parvum stressz esetén számos toxint (primnezin) termel, valamint dimetilszulfoniopropionátot és poliolokat. A primnezinek mennyisége és akut haltoxicitása napfény hatására csökken. A primnezinmennyiség ichtiotoxikus egységekben (ITU, a halra káros hatások mértékegysége) mérhető, a toxicitást pedig befolyásolhatják abiotikus tényezők is.
A P. neolepis szilikátos pikkelyei változó lánchosszú hosszú láncú poliaminokat tartalmaznak, melyek lizinszármazékként nem kanonikus aminosavak.

## Fajok

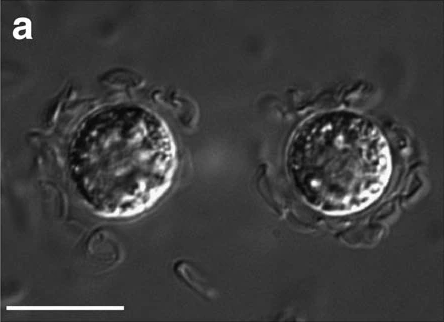
Laza pikkelyezésű P. neolepis differenciálinterferencia-kontrasztos felvétele

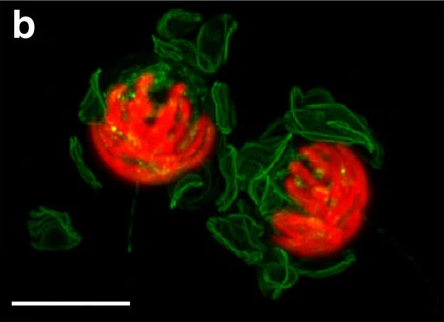
P. neolepis konfokális mikroszkópos felvétele. Zöld: pikkelyek, vörös: klorofill-autofluoreszcencia

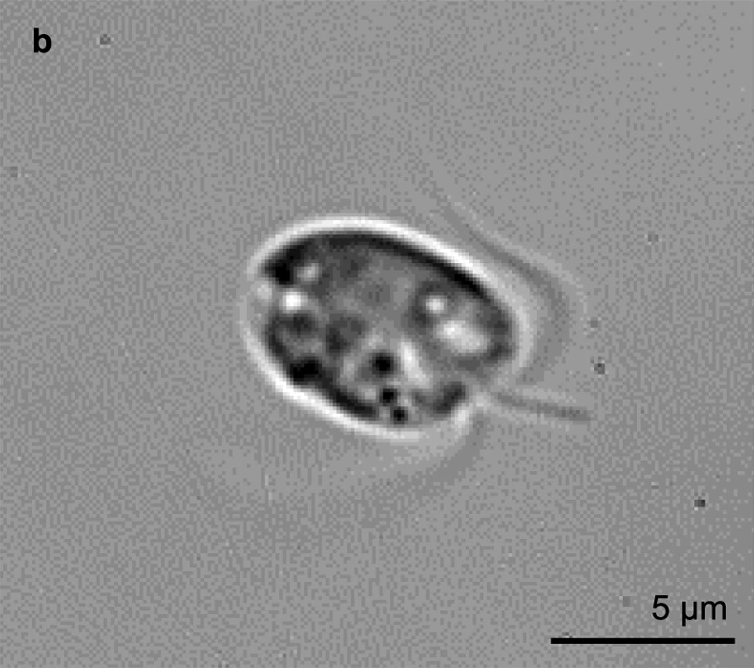
P. parvum

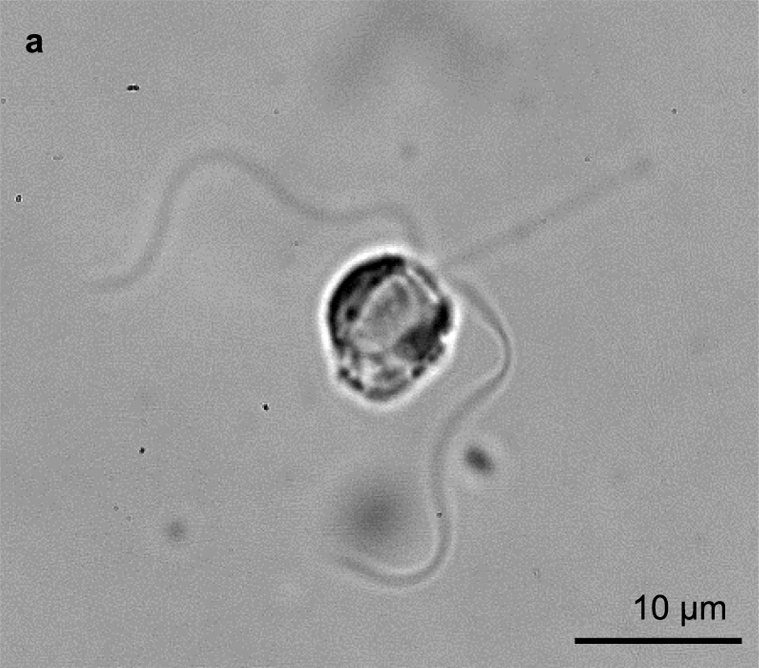
P. polylepis

A nemzetséghez az alábbi fajok tartoznak:
- P. annuliferum C. Billard, 1983[10][11][12][13]
- P. breviturritum (K. H. Nicholls) K. H. Nicholls[10]
- P. calathiferum F. H. Chang et K.G.Ryan, 1985[10][11][12][13]
- P. chiton (Parke et Manton) Edvardsen, Eikrem et Probert, 2011[10][11][13]
- P. czosnowskii Starmach, 1968[10][13]
- P. faveolatum Fresnel, 2001[10][11][13]
- P. gladiociliatum (Büttner) R. W. Jordan et J. C. Green[10]
- P. kappa (Parke et Manton) Edvardsen, Eikrem et Probert, 2011[10][11][13]
- P. laurentianum (Kling) K. H. Nicholls[10]
- P. lepailleurii Fresnel, 2007[10][13]
- P. minus (Parke et Manton) Edvardsen, Eikrem et Probert, 2011[10][11][13]
- P. minutum N. Carter[10]
- P. nemamethecum R. N. Pienaar et M. Birkhead, 1994[10][11][12][13]
- P. neolepis (M.Yoshida, M.-H. Noel, T. Nakayama, T, Naganuma et I. Inouye) Edvardsen, Eikrem et Probert, 2011[10][11][13]
- P. neustophilum (R. E. Norris) Edvardsen, Eikrem et Probert, 2011[10][13]
- P. palpebrale (S. Seoane, Eikrem, Edvardsen et Pienaar) Edvardsen, Eikrem et Probert, 2011[10][11][13]
- P. parvum N. Carter, 1937[10][11][12][13]

- P. parvum f. parvum (= P. aff. parvum)
- P. parvum f. patelliferum (J. C. Green, D. J. Hibberd et R. N. Pienaar) A. Larsen, 1999 korábban Prymnesium patelliferum J. C. Green, D. J. Hibberd et R. N. Pienaar

- P. pienaarii (Gayral et Fresnel) Edvardsen, Eikrem et Probert, 2011[10][11]
- P. pigrum (Geitler) Edvardsen, Eikrem et Probert, 2011[10][11][13]
- P. polylepis (Manton et Parke) Edvardsen, Eikrem et Probert, 2011[10][11]

- P. aff. polylepis
- P. cf. polylepis

- P. saltans Massart 1920[10][11]
- P. simplex (Gayral et Fresnel) Edvardsen, Eikrem et Probert, 2011[10][11][13]
- P. zebrinum C. Billard, 1983[10][11][13]

Jelölt fajok az NCBI alapján:
- „P. inornamentum” (D. E. Wujek et W. E. Gardiner) K. H. Nicholls (bizonytalan javaslat)[10]
- „P. wyomingi” R. Aguiar et P. Kugrens (bizonytalan javaslat)[10]
- „P. radiatum” Sym, Pienaar, Edvardsen et Egge, 2011 (nem elfogadott javaslat)[10][13]

## Gazdasági hatás

### Prymnesium parvum
Az 1980–2008 közötti Prymnesium parvum-virágzások gazdasági hatásai texasi vizekben 12 978 308 dollár gazdasági kárt okoztak.

### Prymnesium polylepis

#### 1988-as virágzás
Az 1988 tavaszán Norvégia közelében történt Prymnesium polylepis-virágzás 800 000 kg hal – többségében lazac – halálát okozta, közel 9 000 000 dollár veszteséget okozva.

#### 2007–2008-as virágzás
A Prymnesium polylepis-virágzás fitoplanktonra gyakorolt allelopátiás hatásáról és az algivorokra gyakorolt mérgező hatásról szóló beszámolók ellenére a zooplanktonszintben nem okozott jelentős negatív változást, csak a páncélos ostorosok mennyisége volt kisebb, illetve a fitoplankton szintje nagyobb volt a virágzás alatt és után is, még akkor is, ha a Prymnesiales nem szerepelt utóbbi adatban.
A 2007–2008-as és az 1988-as virágzás a P. polylepis eltérő változatának típusa, előbbi maximális sűrűsége literenként mintegy 4 000 000 sejt, mindössze 5,7%-a az 1988-as 70 000 000-nak. A Somateria nem nőstényeiben szaporodási problémákat fedeztek fel, ez a virágzással függhet össze.
2008-ban a Prymnesiales-populációk sikeresen versengtek a páncélos ostorosokkal, ami hozzájárulhatott utóbbi csoport kisebb mennyiségéhez.

## Fordítás
Ez a szócikk részben vagy egészben  a   Prymnesium című német Wikipédia-szócikk ezen változatának fordításán alapul.  Az eredeti cikk szerkesztőit annak laptörténete sorolja fel. Ez a jelzés csupán a megfogalmazás eredetét és a szerzői jogokat jelzi, nem szolgál a cikkben szereplő információk forrásmegjelöléseként.